# 1455 Mitchella
1455 Mitchella è un asteroide della fascia principale. Scoperto nel 1937, presenta un'orbita caratterizzata da un semiasse maggiore pari a 2,2471741 au e da un'eccentricità di 0,1241938, inclinata di 7,75530° rispetto all'eclittica.
L'asteroide è dedicato all'astronoma statunitense Maria Mitchell.